# Mesembrius sharpi
Mesembrius sharpi är en tvåvingeart som först beskrevs av Kohli, Kapoor och Gupta 1988.  Mesembrius sharpi ingår i släktet Mesembrius och familjen blomflugor. Inga underarter finns listade i Catalogue of Life.